# Établissement Melanson
L'établissement Melanson est un lieu historique national du Canada situé près d'Annapolis Royal, en Nouvelle-Écosse. Il consiste en des fouilles archéologiques d'un village acadien datant d'avant la déportation des Acadiens.
L'Établissement fut fondé par Charles Melanson, laboureur et colon originaire de la région du Yorkshire en Angleterre venu s'installer en Acadie (alors possession anglaise) avec ses parents au XVIIe siècle.

## Historique
L'Établissement Melanson était une communauté familiale acadienne qui se trouvait dans la région de l'ancien Port-Royal. Il était situé sur la rive nord de la rivière Dauphin (l'actuelle rivière Annapolis), à 6,5 kilomètres en aval de la ville de Port-Royal (plus tard appelée Annapolis Royal). À l'instar des autres peuplements acadiens éparpillés le long de la rivière, l'Établissement Melanson était une communauté agricole où la famille et les voisins travaillaient ensemble et pratiquaient une agriculture bien particulière en Amérique du Nord coloniale, en asséchant les marais au moyen de digues.
Les habitations, bâtiments de ferme et autres constructions de l'établissement, ainsi que ses vergers et ses potagers étaient situés sur une terrasse qui surplombait la rivière, tandis que les digues et les vastes champs se trouvaient dans les marais salés. Comme l'établissement était situé sur la route du fort à Port-Royal/Annapolis Royal, les ingénieurs indiquèrent son emplacement sur plusieurs cartes, au XVIIIe siècle, donnant ainsi des précisions exceptionnellement détaillées pour un établissement acadien d'avant la Déportation des Acadiens de 1755.

### Les premières années
L'établissement fut fondé par Charles Melanson dit La Ramée et Marie Dugas après leur mariage vers 1664. Les Melanson se construisirent sur le bord de la terrasse surplombant le marais Saint-Charles et, en collaboration avec leurs voisins, les Guilbeau qui habitaient de l'autre côté du marais, érigèrent la première digue à travers le vaste marais. Charles Melanson mourut vers 1700. Huit des quatorze enfants Melanson, une fois adultes et mariés, se sont installés dans l'établissement familial, mais pas tous en même temps.
Le régime britannique
Sous le régime britannique, l'Établissement Melanson faisait partie de la grande région d'Oak Point ou Pointe aux Chesnes. Alexandre Robichaud et, ultérieurement, Jean Melanson ont été députés de la région dans les pourparlers avec le gouverneur britannique et le conseil d'Annapolis Royal. L'établissement de la terrasse a pris un peu d'expansion, mais il ne semble pas y avoir eu plus de 10 ou 12 ménages.
L'assèchement des marais à des fins agricoles s'est poursuivi sur le lieu. Une deuxième digue fut érigée en 1708. En 1725, le marais asséché s'étendait jusqu'à la rivière, des deux côtés de l'Établissement Melanson. D'importantes sections des digues construites par les Acadiens aux XVIIe et XVIIIe siècles sont toujours debout.
À l'époque de la Déportation, quatre générations de Melanson avaient habité l'Établissement Melanson. Ses habitants furent au nombre des 1 666 Acadiens de la région d'Annapolis Royal qui ont été déportés en décembre 1755. De toute évidence, les bâtiments de l'établissement furent détruits à ce moment-là.

### Histoire d'après la Déportation
La rive nord de l'Annapolis et de son bassin, y compris les terres de l'Établissement Melanson, fut incorporée en 1759 au canton de Granville, puis donné à des Planters de la Nouvelle-Angleterre. Ces derniers, et les propriétaires qui leur succédèrent, ont continué à cultiver les terres endiguées. Ils construisirent leurs habitations le long d'un chemin, loin de la terrasse où se trouvaient les vestiges des anciens bâtiments acadiens. Les fondations de ces bâtiments sont restées relativement intactes au cours des 250 dernières années.

### Découverte, reconnaissance et préservation
Peu après sa redécouverte en 1984, le lieu historique national du Canada (LHNC) de l'Établissement Melanson a été reconnu comme étant un riche site archéologique, qui donne un aperçu très intéressant de la vie de tous les jours des colons acadiens dans la région de Port-Royal avant la Déportation en 1755. Les ressources culturelles in situ du lieu historique témoignent des hameaux familiaux dans lesquels vivaient les Acadiens établis le long de la rivière Dauphin, et où ils pratiquaient une agriculture unique en Amérique du Nord. Les éléments archéologiques connus du lieu historique permettent, au moyen des nombreuses cartes et lettres datant de l'époque, d'établir un lien entre les différents ménages qui y vivaient, ce qui fait de cet établissement familial acadien un endroit sans pareil dans l'ancienne Acadie.